# 아이디:에이
아이디:에이(ID:A)는 2011년 개봉한 덴마크의 스릴러 영화이다.

## 출연

### 주연
- 투바 노보트니
- 플레밍 에네볼
- 카르스텐 비외른룬

### 조연
- 존 바위스만
- 아르노 비나르
- 옌스 예른 스포타그
- 로히어르 필리폼
- 프랑수아즈 르브륀
- 쿤 바우테르서
- 헨리크 프리프
- 앤 요르트